# Charles Cavendish (1er baron Chesham)
Pour les articles homonymes, voir Charles Cavendish.
Charles Compton Cavendish, 1er baron Chesham (28 août 1793 – 12 novembre 1863) est un homme politique britannique Libéral.

## Biographie
Il est le quatrième fils de George Cavendish (1er comte de Burlington), troisième fils de l'ancien Premier Ministre William Cavendish (4e duc de Devonshire), et son épouse Charlotte Elizabeth Boyle, fille de l'architecte Richard Boyle (3e comte de Burlington). Sa mère est Elizabeth Compton, fille de Charles de Compton, 7e comte de Northampton. En 1814, à l'âge de 21 ans, il est élu député pour Aylesbury, un siège qu'il occupe jusqu'en 1818, et, plus tard, est député de Newtown de 1821 à 1830, de Yarmouth (Île de Wight) de 1831 à 1832, pour East Sussex de 1832 à 1841, pour Youghal de 1841 à 1847 et pour le Buckinghamshire de 1847 à 1857. En 1858, il est élevé à la pairie en tant que baron Chesham, de Chesham dans le comté de Buckingham.
Il épouse Catherine Susan Gordon, fille de George Gordon (9e marquis de Huntly), en 1814. Il est mort en novembre 1863, âgé de 70 ans. Son fils William Cavendish (2e baron Chesham) lui succède comme baron.